# 小行星249
小行星249（249 Ilse）是一颗围绕太阳公转的小行星。1885年8月16日，克里斯蒂安·亨利·弗里德里希·彼得斯在克林顿描述了此天体。
該小行星以德国童话中的伊尔莎公主命名。
这颗小行星的绝对星等为11.33等。
小行星249的自传周期非常慢，自转一周需要85.24小时，1987年天文学家R. P. Binzel研究认为这可能是由于小行星有一颗卫星，但目前并没有直接证据。

## 相关條目
- 小行星列表/10001-11000

## 外部連結
- Asteroid Lightcurve Database (LCDB) （页面存档备份，存于）, query form (info （页面存档备份，存于）)
- Dictionary of Minor Planet Names, Google books
- Discovery Circumstances: Numbered Minor Planets (10001)-(15000) （页面存档备份，存于） – Minor Planet Center
- 小行星249 at AstDyS-2, Asteroids—Dynamic Site
  - Ephemeris · Observation prediction · Orbital info · Proper elements · Observational info
- NASA JPL小天體瀏覽器上的小行星249

| 前一小行星： 小行星248 | 小行星列表 | 後一小行星： 小行星250 |